# Liga das Nações da CONCACAF B de 2022–23
A Liga das Nações da CONCACAF B de 2022–23 é a segunda divisão da edição 2022–23 da Liga das Nações da CONCACAF, a segunda temporada da competição de futebol que envolve as 41 seleções nacionais masculinas de futebol da CONCACAF. Foi disputada entre 2 de junho de 2022 até 28 de março de 2023.

## Formato
A Liga B é composta por dezesseis seleções. O campeonato será dividido em quatro grupos de quatro equipes. Os quatro vencedores dos grupos serão promovidos para a Liga A na próxima edição do torneio.

### Mudanças de equipe
A seguir estão as mudanças de equipes da Liga B da temporada 2019–20:
| Rebaixados da Liga das Nações da CONCACAF A de 2019–20 | Promovidos da Liga das Nações da CONCACAF C de 2019–20 |
| ------------------------------------------------------ | ------------------------------------------------------ |
| - Bermudas - Cuba - Haiti - Trinidad e Tobago          | - Bahamas - Barbados - Guadalupe - Guatemala           |

| Promovidos para Liga das Nações da CONCACAF A de 2022–23 | Rebaixados para Liga das Nações da CONCACAF C de 2022–23 |
| -------------------------------------------------------- | -------------------------------------------------------- |
| - El Salvador - Granada - Jamaica - Suriname             | - Aruba - Dominica - São Cristóvão e Neves - Santa Lúcia |

### Chaveamento
O sorteio para a fase de grupos ocorreu em 4 de abril de 2022 em Miami, Estados Unidos. Cada um dos sorteios da Liga começou selecionando aleatoriamente uma seleção do Pote 1 e colocando-o no Grupo A de sua respectiva liga. Os sorteios continuaram selecionando as equipes restantes do Pote 1 e posicionando-as nos Grupos B, C e D em ordem sequencial. O mesmo procedimento foi feito para os demais potes. As equipes foram distribuídas nos potes usando o Ranking da CONCACAF.
| Seleção           | Pts   | Pos |
| ----------------- | ----- | --- |
| Haiti             | 1.432 | 7   |
| Guatemala         | 1.417 | 8   |
| Trinidad e Tobago | 1.232 | 13  |
| Cuba              | 1.096 | 14  |

| Seleção         | Pts   | Pos |
| --------------- | ----- | --- |
| Guiana Francesa | 1.030 | 16  |
| Guadalupe       | 1.011 | 17  |
| Nicarágua       | 986   | 18  |
| Bermudas        | 973   | 19  |

| Seleção                  | Pts | Pos |
| ------------------------ | --- | --- |
| Antígua e Barbuda        | 953 | 20  |
| Guiana                   | 924 | 21  |
| República Dominicana     | 872 | 23  |
| São Vicente e Granadinas | 865 | 24  |

| Seleção    | Pts | Pos |
| ---------- | --- | --- |
| Belize     | 795 | 26  |
| Monserrate | 767 | 27  |
| Barbados   | 674 | 31  |
| Bahamas    | 538 | 33  |

## Grupos
A lista de jogos foi confirmada pela CONCACAF em 6 de abril de 2022.
Todos os horários das partidas seguem o fuso horário local.

### Grupo A
| Pos | Equipe            | Pts | J | V | E | D | GP | GC | SG | Promovido ou rebaixado                                     |  | Cuba | Guadalupe | Antígua e Barbuda | Barbados |
| --- | ----------------- | --- | - | - | - | - | -- | -- | -- | ---------------------------------------------------------- |  | ---- | --------- | ----------------- | -------- |
| 1   | Cuba              | 15  | 6 | 5 | 0 | 1 | 11 | 3  | +8 | Promovido para Liga A e a Copa Ouro da CONCACAF de 2023    |  | —    | 1–0       | 3–1               | 3–0      |
| 2   | Guadalupe         | 9   | 6 | 3 | 0 | 3 | 5  | 5  | 0  | Avança para eliminatórias da Copa Ouro da CONCACAF de 2023 |  | 2–1  | —         | 0–1               | 2–1      |
| 3   | Antígua e Barbuda | 9   | 6 | 3 | 0 | 3 | 5  | 7  | −2 | Avança para eliminatórias da Copa Ouro da CONCACAF de 2023 |  | 0–2  | 1–0       | —                 | 1–2      |
| 4   | Barbados          | 3   | 6 | 1 | 0 | 5 | 3  | 9  | −6 |                                                            |  | 0–1  | 0–1       | 0–1               | —        |

1. ↑  Antígua e Barbuda conquistou a vaga nas eliminatórias da Copa Ouro como o melhor terceiro colocado.[7]

| 2 de junho de 2022 | Barbados | 0 – 1     | Antígua e Barbuda | Daren Sammy Cricket Ground, Gros Islet (Santa Lúcia) |
| 19:30 (UTC−4)      |          | Relatório | Philip 90+1'      | Árbitro: VIN Moeth Gaymes                            |

| 2 de junho de 2022 | Guadalupe                 | 2 – 1     | Cuba         | Stade René Serge Nabajoth, Les Abymes |
| 20:00 (UTC−4)      | Gendrey 15' · Ambrose 90' | Relatório | M. Reyes 74' | Árbitro: PUR José Torres              |

| 5 de junho de 2022 | Cuba                                                | 3 – 0     | Barbados | Estádio Antonio Maceo, Santiago de Cuba |
| 16:00 (UTC−4)      | Pozo-Venta 35' · Hernández 38' · Paradela 47' (pen) | Relatório |          | Árbitro: MEX Marco Ortíz                |

| 5 de junho de 2022 | Antígua e Barbuda | 1 – 0     | Guadalupe | Warner Park Sports Complex, Basseterre (São Cristóvão e Neves) |
| 19:00 (UTC−4)      | Weston 55'        | Relatório |           | Árbitro: SKN Reginald Gumbs                                    |

| 9 de junho de 2022 | Barbados | 0 – 1     | Guadalupe   | Daren Sammy Cricket Ground, Gros Islet (Santa Lúcia) |
| 18:00 (UTC−4)      |          | Relatório | Ambrose 16' | Árbitro: HON Raúl Castro                             |

| 9 de julho de 2022 | Antígua e Barbuda | 0 – 2     | Cuba                         | Warner Park Sports Complex, Basseterre (São Cristóvão e Neves) |
| 19:00 (UTC−4)      |                   | Relatório | Paradela 16' · Hernández 83' | Árbitro: SKN Kimbell Ward                                      |

| 12 de junho de 2022 | Cuba                       | 3 – 1     | Antígua e Barbuda | Estádio Antonio Maceo, Santiago de Cuba |
| 16:00 (UTC−4)       | A. Hernández 16', 21', 63' | Relatório | Bishop 51'        | Árbitro: MEX Guillermo Pacheco          |

| 12 de junho de 2022 | Guadalupe                      | 2 – 1     | Barbados   | Stade René Serge Nabajoth, Les Abymes |
| 18:00 (UTC−4)       | Ambrose 6' · Phaëton 27' (pen) | Relatório | Atkins 59' | Árbitro: HON Melvin Matamoros         |

| 23 de março de 2023 | Barbados | 0 – 1     | Cuba        | Wildey Turf, Bridgetown   |
| 19:00 (UTC−4)       |          | Relatório | M. Reyes 3' | Árbitro: GUA Walter López |

| 23 de março de 2023 | Guadalupe | 0 – 1     | Antígua e Barbuda    | Stade René Serge Nabajoth, Les Abymes |
| 19:00 (UTC−4)       |           | Relatório | Nathaniel-George 57' | Árbitro: CAN Pierre-Luc Lauzière      |

| 26 de março de 2023 | Antígua e Barbuda | 1 – 2     | Barbados             | Estádio Sir Vivian Richards, North Sound |
| 15:00 (UTC−4)       | Weston 31'        | Relatório | Gale 62' · James 87' | Árbitro: SLV Ismael Cornejo              |

| 26 de março de 2023 | Cuba        | 1 – 0     | Guadalupe | Estádio Antonio Maceo, Santiago de Cuba |
| 15:00 (UTC−4)       | Matos 45+2' | Relatório |           | Árbitro: CRC Ricardo Montero            |

### Grupo B
| Pos | Equipe     | Pts | J | V | E | D | GP | GC | SG  | Promovido ou rebaixado                                     |     | Haiti | Guiana | Bermudas | Monserrate (ilha) |
| --- | ---------- | --- | - | - | - | - | -- | -- | --- | ---------------------------------------------------------- | --- | ----- | ------ | -------- | ----------------- |
| 1   | Haiti      | 16  | 6 | 5 | 1 | 0 | 22 | 5  | +17 | Promovido para Liga A e a Copa Ouro da CONCACAF de 2023    |     | —     | 6–0    | 3–1      | 3–2               |
| 2   | Guiana     | 10  | 6 | 3 | 1 | 2 | 8  | 14 | −6  | Avança para eliminatórias da Copa Ouro da CONCACAF de 2023 |     | 2–6   | —      | 2–1      | 0–0               |
| 3   | Bermudas   | 4   | 6 | 1 | 1 | 4 | 7  | 10 | −3  |                                                            |     | 0–0   | 0–2    | —        | 3–0               |
| 4   | Monserrate | 4   | 6 | 1 | 1 | 4 | 6  | 14 | −8  |                                                            | 0–4 | 1–2   | 3–2    | —        |                   |

| 4 de junho de 2022 | Bermudas | 0 – 0     | Haiti | Estádio Nacional, Devonshire |
| 18:00 (UTC−3)      |          | Relatório |       | Árbitro: GRN Reon Radix      |

| 4 de junho de 2022 | Monserrate  | 1 – 2     | Guiana           | Estádio Olímpico Félix Sánchez, Santo Domingo (República Dominicana) |
| 19:30 (UTC−4)      | Clifton 21' | Relatório | Glasgow 61', 71' | Árbitro: HON Jefferson Escobar                                       |

| 7 de junho de 2022 | Guiana                   | 2 – 1     | Bermudas     | Synthetic Track and Field Facility, Leonora |
| 16:00 (UTC−4)      | Bobb 35' · Glasgow 45+2' | Relatório | Leverock 42' | Árbitro: GRN Reon Radix                     |

| 7 de junho de 2022 | Haiti                              | 3 – 2     | Monserrate                           | Estádio Olímpico Félix Sánchez, Santo Domingo (República Dominicana) |
| 17:00 (UTC−4)      | Prunier 5' · Antoine 9' · Saba 25' | Relatório | Strawbridge 19' · Taylor 90+2' (pen) | Árbitro: CRC David Gómez                                             |

| 11 de julho de 2022 | Guiana                          | 2 – 6     | Haiti                                                                   | Synthetic Track and Field Facility, Leonora |
| 16:00 (UTC−4)       | Welshman 11' · Moriah-Welsh 44' | Relatório | Simonsen 4' · Saba 9' · Antoine 38' · Etienne 41', 43' · Christophe 80' | Árbitro: MEX Enrique Santander              |

| 11 de julho de 2022 | Monserrate                          | 3 – 2     | Bermudas                | Estádio Olímpico Félix Sánchez, Santo Domingo (República Dominicana) |
| 19:30 (UTC−4)       | Taylor 47' (pen), 85' · Clifton 67' | Relatório | Clemons 54' · Wells 78' | Árbitro: DOM Adonis Carrasco                                         |

| 14 de junho de 2022 | Bermudas | 3 – 0     | Monserrate | Estádio Nacional, Devonshire |
| 19:00 (UTC−3)       |          | Relatório |            | Árbitro: CAN Drew Fischer    |

| 14 de junho de 2022 | Haiti                                                              | 6 – 0     | Guiana | Estádio Olímpico Félix Sánchez, Santo Domingo (República Dominicana) |
| 18:00 (UTC−4)       | Christian 39' · Prunier 48', 76' · Simonsen 63' · Antoine 87', 89' | Relatório |        | Árbitro: DOM Randy Encarnación                                       |

| 25 de março de 2023 | Bermudas | 0 – 2     | Guiana                   | Estádio Nacional, Devonshire    |
| 15:00 (UTC−3)       |          | Relatório | Gordon 52' · Garrett 58' | Árbitro: MEX Fernando Hernández |

| 25 de março de 2023 | Monserrate | 0 – 4     | Haiti                                               | Estádio Blakes Estate, Lookout |
| 17:00 (UTC−4)       |            | Relatório | Nazon 49' · Pierrot 60' · Etienne 70' · Prunier 84' | Árbitro: GUA Bryan López       |

| 28 de março de 2023 | Haiti                            | 3 – 1     | Bermudas | Estádio Panamericano, San Cristóbal (República Dominicana) |
| 18:00 (UTC−4)       | Pierrot 25', 26' · Antoine 45+4' | Relatório | Bean 75' | Árbitro: HON Melvin Matamoros                              |

| 28 de março de 2023 | Guiana | 0 – 0     | Monserrate | Wildey Turf, Bridgetown (Barbados) |
| 19:00 (UTC−4)       |        | Relatório |            | Árbitro: CRC Keylor Herrera        |

### Grupo C
| Pos | Equipe                   | Pts | J | V | E | D | GP | GC | SG  | Promovido ou rebaixado                                  |     | Nicarágua | Trindade e Tobago | Bahamas | São Vicente e Granadinas |
| --- | ------------------------ | --- | - | - | - | - | -- | -- | --- | ------------------------------------------------------- | --- | --------- | ----------------- | ------- | ------------------------ |
| 1   | Nicarágua                | 14  | 6 | 4 | 2 | 0 | 15 | 5  | +10 | Desclassificado                                         |     | —         | 2–1               | 4–0     | 4–1                      |
| 2   | Trinidad e Tobago (P)    | 13  | 6 | 4 | 1 | 1 | 12 | 4  | +8  | Promovido para Liga A e a Copa Ouro da CONCACAF de 2023 |     | 1–1       | —                 | 1–0     | 4–1                      |
| 3   | Bahamas                  | 4   | 6 | 1 | 1 | 4 | 2  | 11 | −9  |                                                         |     | 0–2       | 0–3               | —       | 1–0                      |
| 4   | São Vicente e Granadinas | 2   | 6 | 0 | 2 | 4 | 5  | 14 | −9  |                                                         | 2–2 | 0–2       | 1–1               | —       |                          |

1. ↑  A Nicarágua foi desqualificada das eliminatórias da Copa Ouro de 2023 e da Liga das Nações A devido à escalação de um jogador inelegível. Trindade e Tobago assumiu o seu lugar em ambos os torneios.[9]

| 3 de junho de 2022 | Bahamas             | 1 – 0     | São Vicente e Granadinas | Thomas Robinson Stadium, Nassau |
| 17:00 (UTC−4)      | St. Fleur 68' (pen) | Relatório |                          | Árbitro: MEX Jorge Pérez        |

| 3 de junho de 2022 | Nicarágua                   | 2 – 1     | Trinidad e Tobago | Estádio Nacional, Manágua   |
| 20:00 (UTC−6)      | Quijano 45+1' · Bonilla 78' | Relatório | Reyes 46' (g.c.)  | Árbitro: CRC Keylor Herrera |

| 6 de junho de 2022 | São Vicente e Granadinas    | 2 – 2     | Nicarágua                   | Estádio Arnos Vale, Arnos Vale |
| 15:00 (UTC−4)      | Solomon 3' · Anderson 45+5' | Relatório | Bonilla 22' · Moldskred 41' | Árbitro: CAY Benjamin Whitty   |

| 6 de junho de 2022 | Trinidad e Tobago | 1 – 0     | Bahamas | Estádio Hasely Crawford, Port of Spain |
| 20:00 (UTC−4)      | Hackshaw 3'       | Relatório |         | Árbitro: GUY Shavin Greene             |

| 10 de junho de 2022 | São Vicente e Granadinas | 0 – 2     | Trinidad e Tobago            | Estádio Arnos Vale, Arnos Vale |
| 15:00 (UTC−4)       |                          | Relatório | Hackshaw 17' · L. García 25' | Árbitro: USA Alex Chilowicz    |

| 10 de junho de 2022 | Bahamas | 0 – 2     | Nicarágua                    | Thomas Robinson Stadium, Nassau |
| 17:00 (UTC−4)       |         | Relatório | Moreno 40' · Moldskred 90+1' | Árbitro: USA Joseph Dickerson   |

| 13 de junho de 2022 | Trinidad e Tobago                               | 4 – 1     | São Vicente e Granadinas | Estádio Hasely Crawford, Port of Spain |
| 19:00 (UTC−4)       | J. García 8' · Powder 11', 41' · Rochford 90+1' | Relatório | Stewart 26'              | Árbitro: HON Nelson Salgado            |

| 13 de junho de 2022 | Nicarágua                                             | 4 – 0     | Bahamas | Estádio Nacional, Manágua |
| 18:00 (UTC−6)       | Barrera 19' (pen) · Moreno 34', 45' · Smith 74' (pen) | Relatório |         | Árbitro: GUA Julio Luna   |

| 24 de março de 2023 | Bahamas | 0 – 3     | Trinidad e Tobago                    | Thomas Robinson Stadium, Nassau |
| 16:00 (UTC−4)       |         | Relatório | Moses 5' · J. Jones 26' · Telfer 34' | Árbitro: JAM Oshane Nation      |

| 24 de março de 2023 | Nicarágua                                             | 4 – 1     | São Vicente e Granadinas | Estádio Nacional, Manágua    |
| 18:00 (UTC−6)       | Smith 3' · Barrera 42' · Moldskred 60' · Flores 90+2' | Relatório | Edwards 18' (pen)        | Árbitro: MEX Adonai Escobedo |

| 27 de março de 2023 | São Vicente e Granadinas | 1 – 1     | Bahamas    | Estádio Arnos Vale, Arnos Vale |
| 15:00 (UTC−4)       | Edwards 59' (pen)        | Relatório | Joseph 70' | Árbitro: MEX Fernando Guerrero |

| 27 de março de 2023 | Trinidad e Tobago  | 1 – 1     | Nicarágua | Estádio Dwight Yorke, Scarborough |
| 20:00 (UTC−4)       | J. Jones 42' (pen) | Relatório | Smith 27' | Árbitro: USA Armando Villarreal   |

### Grupo D
| Pos | Equipe               | Pts | J | V | E | D | GP | GC | SG | Promovido ou rebaixado                                     |     | Guatemala |     | República Dominicana | Belize |
| --- | -------------------- | --- | - | - | - | - | -- | -- | -- | ---------------------------------------------------------- | --- | --------- | --- | -------------------- | ------ |
| 1   | Guatemala            | 13  | 6 | 4 | 1 | 1 | 11 | 4  | +7 | Promovido para Liga A e a Copa Ouro da CONCACAF de 2023    |     | —         | 4–0 | 2–0                  | 2–0    |
| 2   | Guiana Francesa      | 11  | 6 | 3 | 2 | 1 | 8  | 8  | 0  | Avança para eliminatórias da Copa Ouro da CONCACAF de 2023 |     | 2–0       | —   | 1–1                  | 1–0    |
| 3   | República Dominicana | 8   | 6 | 2 | 2 | 2 | 8  | 7  | +1 |                                                            |     | 1–1       | 2–3 | —                    | 2–0    |
| 4   | Belize               | 1   | 6 | 0 | 1 | 5 | 2  | 10 | −8 |                                                            | 1–2 | 1–1       | 0–2 | —                    |        |

| 2 de junho de 2022 | Guiana Francesa            | 2 – 0     | Guatemala | Stade Municipal Dr. Edmard Lama, Rémire-Montjoly |
| 16:00 (UTC−3)      | Sarrucco 8' · Némouthé 41' | Relatório |           | Árbitro: MTQ Damien Rosa                         |

| 2 de junho de 2022 | Belize | 0 – 2     | República Dominicana   | FFB Field, Belmopan         |
| 16:00 (UTC−6)      |        | Relatório | López 20' · Romero 67' | Árbitro: PAN Oliver Vergara |

| 5 de junho de 2022 | Guatemala                            | 2 – 0     | Belize | Estádio Doroteo Guamuch Flores, Cidade da Guatemala |
| 13:00 (UTC−6)      | Nemhard 10' (g.c.) · Mejía 75' (pen) | Relatório |        | Árbitro: MEX Diego Montaño                          |

| 5 de junho de 2022 | República Dominicana   | 2 – 3     | Guiana Francesa                        | Estádio Olímpico Félix Sánchez, Santo Domingo |
| 19:00 (UTC−4)      | Romero 20' · López 51' | Relatório | Sarrucco 16' · Baal 71' · Abelinti 78' | Árbitro: CRC Ricardo Montero                  |

| 9 de junho de 2022 | Belize    | 1 – 1     | Guiana Francesa | FFB Field, Belmopan          |
| 16:00 (UTC−6)      | Ávila 74' | Relatório | Sarrucco 89'    | Árbitro: MEX Daniel Quintero |

| 10 de junho de 2022 | República Dominicana | 1 – 1     | Guatemala  | Estádio Olímpico Félix Sánchez, Santo Domingo |
| 19:00 (UTC−4)       | Lorenzo 12'          | Relatório | Santis 26' | Árbitro: CRC Ricardo Montero                  |

| 13 de junho de 2022 | Guatemala             | 2 – 0     | República Dominicana | Estádio Doroteo Guamuch Flores, Cidade da Guatemala |
| 18:00 (UTC−6)       | Méndez 32', 78' (pen) | Relatório |                      | Árbitro: MEX Adonai Escobedo                        |

| 14 de junho de 2022 | Guiana Francesa | 1 – 0     | Belize | Stade Georges-Chaumet, Caiena    |
| 19:00 (UTC−3)       | Sarrucco 80'    | Relatório |        | Árbitro: CAN Pierre-Luc Lauzière |

| 23 de março de 2023 | Guiana Francesa | 1 – 1     | República Dominicana | Stade Municipal Dr. Edmard Lama, Rémire-Montjoly |
| 18:30 (UTC−3)       | Legrand 85'     | Relatório | Heredia 90+4'        | Árbitro: ARU Ricangel de Leça                    |

| 24 de março de 2023 | Belize        | 1 – 2     | Guatemala                    | FFB Field, Belmopan       |
| 20:00 (UTC−6)       | Polanco 45+1' | Relatório | Castellanos 30' · Santis 44' | Árbitro: HON Selvin Brown |

| 27 de março de 2023 | República Dominicana    | 2 – 0     | Belize | Estádio Panamericano, San Cristóbal |
| 18:00 (UTC−4)       | Reyes 13' · Lorenzo 60' | Relatório |        | Árbitro: CUB Yadel Martínez         |

| 27 de março de 2023 | Guatemala                                             | 4 – 0     | Guiana Francesa | Estádio Doroteo Guamuch Flores, Cidade da Guatemala |
| 20:00 (UTC−6)       | Rubin 60' · Sequén 76' · Samayoa 80' · Aparicio 90+3' | Relatório |                 | Árbitro: MEX Marco Ortíz                            |